# Jacques Roure
Pour les articles homonymes, voir Roure.
Cet article possède un paronyme, voir Jacques Rouré.
Jacques Roure, né le 19 janvier 1938 à Marseille, est un parolier, metteur en scène et réalisateur français .

## Biographie

### Une famille de médecins-musiciens
Jacques Roure est un des sept enfants du docteur en médecine Paul Roure (1903-1968), également pianiste et contrebassiste dans l'orchestre symphonique de l'opéra de Marseille. Paul Roure fut mécène pour l'établissement, sur la propriété familiale à La Bastide de Solliers près d'Aix-en-Provence, du club de tennis le Country Club Aixois, également siège de la Ligue de Provence de tennis. Le frère de Jacques Roure, Daniel, lui aussi médecin de profession, est pianiste de jazz. Jacques Roure, malgré son intérêt précoce pour la musique, fera également une carrière de médecin. Il sera neuro-psychiatre et psychanalyste,, jusqu'en 1992.

### Le Théâtre de la fonderie
Entretemps, en 1987, il crée, avec son frère Georges et de Jean-Marc Vidal, le Théâtre de la fonderie 14, cours Saint Louis à Aix-en-Provence. 
Comme acteur, Jacques Roure joue entre autres dans Les Fourberies de Scapin de Molière,  Le Schmürtz de Boris Vian, L'Atelier  de Jean-Claude Grumberg, Macbett de Eugène Ionesco. Il participe deux ans de suite au « Festival des nuits théâtrales de l'Empéri » au château de l'Empéri à Salon-de-Provence dans les pièces Cyrano de Bergerac d'Edmond Rostand et Les misérables de Victor Hugo. Sa première mise en scène Le Journal d'un fou de Nicolas Gogol, jouée en 1992 au théâtre de la Fonderie avec la participation de Vince Castello (acteur) et de  Daniel Roure (musique et bruitage) sera également présentée au théâtre de L'Escalier des Doms dans le cadre du « Festival off » d'Avignon.
En 1991, Mouloudji, qui ne chantait pratiquement plus, accepte, par amitié pour Jacques Roure de remonter sur scène au Théâtre de la fonderie.

### Cinéaste
Jacques Roure se lance, également  à partir de 1983, dans la réalisation de courts métrages en amateur. Il fréquente un Club des amateurs cinéastes (CACPV) de Marseille et sort pratiquement un film par an. En 1985 son film Casse-Cache, d'une durée de 30 min, reçoit un accueil très favorable (prix de la ville d’Aix en Provence, prix de la ville de Bordeaux au National de la Fédération française de cinéma et de vidéo) et est diffusé sur Antenne 2 dans l'émission d’Armand Ventre La télévision des téléspectateurs.  Il reçoit de nombreux prix entre autres le  prix de la docu-fiction au Concours national 2006, pour Un homme a disparu, la mention spéciale du jury lors du palmarès du Caméra club de Genève en mars 2011 pour le film Auguste, le 1er prix du jury lors du Festival Torcymages 2012 pour son film Etienne et Louis, un scénario à la façon de Marcel Pagnol d'après un conte de Yvan Audouard (contes de ma Provence. Le pré aux clercs 1986).

### Parolier

#### Ses débuts
En été 1993, Jacques Roure rencontre Claude Lemesle lors d'un stage à Salon-de-Provence et intègre sa master'class à Paris ; il y fait la connaissance de Christophe Marie qui deviendra son compagnon d'écriture pour de nombreux textes. Pendant deux ans, il fréquente également régulièrement l'atelier chanson les « Studios Alice Dona » à Gentilly. Les artistes et chanteurs commencent  alors à s'intéresser à ses textes. Il écrit méthodiquement, des rimes « ciselées à la manière d'un artisan ».

#### Un auteur éclectique
Depuis lors, il alterne la signature de chansons pour des artistes de premier plan Serge Reggiani (1997), Lio (1999),  Alice Dona (1999), Michèle Torr (2007) et les créations pour des chanteurs plus confidentiels. 
En 1995, il est l'auteur du texte Ils sont un peu fous, les oiseaux pour Anne Pékoslawska dans le spectacle Féminin Plurielle au théâtre Silvia Montfort à Paris. 
Il se joint à Claude Lemesle dans l'écriture, en 1997, d'une chanson pour Serge Reggiani qui sera titrée Le vieux, single de l'album Nos quatre vérités. Ce texte sur « le vieux » énergique et heureux, l'envie de garder la force d'espérer, reçoit un accueil favorable.  
Lors de la soirée d'ouverture du Festival Emois de la chanson au Théâtre Bompard de Marseille le 11 mai 1999, il interprète Chansons volatiles, un spectacle mis en scène par Vince Castello qui sera également présenté l'année suivante à l'Hôpital Ambroise-Paré de Marseille.
Alice Dona confie à Christophe Marie et Jacques Roure, deux auteurs qu'elle « trouve exceptionnels », la rédaction d'un texte en rapport avec la doyenne de l'humanité Jeanne Calment, le titre sera Je pense à l'âge. Par la suite, ils se rencontrent pour signer de nombreuses chansons pour les galas de province, comme Alice Dona en donne régulièrement. De leur collaboration naîtront dix textes de l'album Couleurs de l'ombre, sorti en 1999 dont le titre phare Dans ce monde là, enregistré avec la promotion 1999 de son école. Dans la postface d'un livre paru en 2004 Cricri, un récit de souvenirs en hommage à sa petite sœur handicapée surnommée Cricri, Alice Dona publie le texte de la chanson Cricri dont elle a composé la musique sur les paroles de Jacques Roure et Christophe Marie.  
Toujours avec Christophe Marie, il prépare pour Lio les textes des chansons de la comédie musicale Sept filles pour sept garçons qui sera jouée en septembre et octobre 1999 aux Folies Bergère ;  adaptation française de la comédie musicale américaine de 1954 Seven brides for seven brothers par Johnny Mercer et Gene Paul dont Stanley Donen avait tiré le  film Les Sept Femmes de Barbe-Rousse. Cependant, concurrencée avec d'autres comédies musicales, particulièrement Notre Dame de Paris, ce « délicieux » spectacle ne trouve pas son public.
En 2002, en compagnie de Christophe Marie, Jacques Roure écrit pour son frère Daniel Le temps d'un jazz et Les baleines bleues avec des adaptations françaises de standards américains sur l'album éponyme. Les baleines bleues est un succès aux États-Unis et la chanson sera reprise dans la compilation 2013 Vintage France par le label Putumayo World Music. Le titre qui passe, début 2013, le cap des 5 millions d'auditeurs sur  la webradio américaine de streaming Pandora donne lieu à une émission de France Musique,
Entre 2002 et 2006, Jacques Roure collabore avec de jeunes artistes préparant leur premier album avec leurs propres chansons. Pour Lauren Faure, il écrit, avec Christophe Marie, le titre marquantToujours le temps dans l'album Regards de Femme (classé, le 13 janvier 2003, n° 88 du Top Albums France ). Deux ans plus tard, c'est la sortie du single Un jour sans écrit pour le premier album de Pedro Alves Regarder une Femme. Alors qu'il participait au Festival d'Avignon, en chantant le répertoire de Serge Reggiani, le comédien de cinéma et de télévision Pascal Carré fait la connaissance de Jacques Roure ; de cette rencontre déterminante naîtront neuf textes de l'album Du bout des yeux sorti en 2006.
L'année suivante, il crée pour Michèle Torr, C'était toi et un titre en l'honneur de Sœur Emmanuelle Son paradis c'est les autres. Michèle Torr est, en effet, la marraine de l'ONG ASMAE - Association Sœur Emmanuelle en faveur des enfants des bidonvilles du Caire. Ces chansons seront interprétées par  Michèle Torr à l'Olympia du 10 au 13 avril 2008.
Depuis, il écrit surtout pour des chanteurs émergents, à commencer par D'où je viens destiné au premier album 28 septembre 1916 de son compagnon d'écriture Christophe Marie, pour le premier album de Marthélène Démons des anges ce sera Sous la surface, trois titres pour l'artiste marseillais Alex Alistair (Le port d'Anvers, Les bons et les mauvais moments, Jusqu'à vingt ans dans l'album pop rock Un pas s'avance) et pour Mehdi Sebbane Algérienne.
En 2011, Jacques Roure compose, sur un texte de Christine Dailly, la musique de Entre Boris et Bob pour le premier album de Laurent Gatz et sa formation jazz,  des musiciens de Véronique Sanson, La qualité des éléments.
L'année suivante, il revient à l'écriture avec trois titres du premier album de récits vécus de la chanteuse de Graulhet Yona Pax, alias Françoise Cayla,  Un autre monde, un quatrième Jusqu'à l'indécence inclus dans le single  C'est l'été et un cinquième Ensemble nous irons (coécrit avec Iza Loris, musique du compositeur et arrangeur Roger Loubet) pour son deuxième album Quoi qu'on fasse, sorti en Janvier 2015.
Pour la préparation du troisième album jazz de Daniel Roure il fait participer les auteurs présents au stage Ecrivage, un atelier d'écriture bi-annuel d'une semaine en Savoie qu'il anime depuis 2006. L'album intitulé Bar de nuit sort en 2013. Comme pour ses deux précédents albums, Daniel Roure, un artiste relativement peu connu en France, est salué par des médias anglo-saxons, notamment via une programmation sur la BBC Radio Norfolk  dans l'émission The Late Paul Barnes. Concernant les chansons de l'album Bar de nuit, écrites en français même si quelques phrases en anglais y sont incluses, la presse étrangère reconnaît la « chanson et musique pop françaises », du « cabaret français avec une forte influence jazz ».
Il écrit, pour l'album d'Elias sorti en 2016, Dans le bleu des yeux d'un ange.
En 2019, Jacques Roure interprète ses propres chansons dans l'album Vulnérable conçu avec le concours de Christophe Marie et Jean Paul Bondyfalat.

### Publication
Jacque Roure est l'auteur du livre, sorti en 2019, Le passé se lève à l'aube, un roman biographique autour de souvenirs d'enfance, de la médecine et de la chanson.

## Discographie
- 1997 album Nos quatre vérités (Serge Reggiani)
  - Le vieux (Jacques Roure, Claude Lemesle)

- 1999 album Couleurs de l’ombre (Alice Dona)
  - Dans ce monde là
  - Je pense à l’âge
  - J’ai confiance en toi
  - Pourquoi les gens
  - Pas star ce soir
  - Comme s’il était le mien
  - Cricri
  - À mon voisin

- 2002 album Le temps d’un jazz (Daniel Roure)
  - Le temps d’un jazz (J. Roure-C. Marie-D. Roure)
  - Les baleines bleues(J. Roure -C. Marie-D. Roure
  -  J’ai vu (J. Roure-D. Roure)
  -  C’est étrange 
  -  Un petit bateau(J. Roure-D. Roure
  -  Sais-tu (J. Roure-D. Roure)
  -  Déjà 
  - Je lis là (J. Roure- D. Roure)
  -  Que faisaient nos professeurs 
  -  Dans les bois

- 2003 album Regards de femme (Lauren Faure)
  - Toujours tout le temps

- 2005 album Regarder une femme  (Pedro Alves)
  - Un jour sans

- 2006 album Du bout des yeux (Pascal Carré)
  -  Du bout des yeux
  -  Va savoir
  -  Romy 
  - Le chros’homme
  - Ton cul
  -  La rumeur 
  -  J’avais perdu
  - Je chante mon enfance 
  -  Tu

- 2007 album Démons des anges ( Marthélène)
  - Sous la surface

- 2008 album Ces années là (Michelle Torr)	
  - C’était toi 
  - Son paradis c’est les autres

- 2009 album  Un pas s’avance (Alex Alistair)	
  - Le port d’Anvers
  - Jusqu’à vingt ans
  - Les bons et les mauvais moments
- 2009 album 28 septembre 1916 (Christophe Marie)
  - D’où je viens

- 2011 album La qualité des éléments (Laurent Gatz)
  - Entre Boris et Bob (Christine Dailly, Jacques Roure)

- 2012 album Un autre monde (Yona Pax)
  - Marcello
  - T’aimer tant que je veux
  - Rester debout

- 2013 album Bar de nuit (Daniel Roure)
  - Place Blanche
  - Bar de nuit
  - M’en aller
  - Le cirque
  - Lily 
  - Un bateau une île
  - Le piano jouait 
  - Rien ne change (Jacques Roure, Iza Loris)
  - Arizona
  - Vous mes souvenirs
  - Venez ce soir

- 2014 single C'est l'été (Yona Pax)
  - Jusqu’à l’indécence

- 2015 album Quoi qu'on fasse (Yona Pax)
  - Ensemble nous irons (Jacques Roure, Iza Loris)

- 2015 album Un nouveau jour se lève (Elias)
  - Dans le bleu des yeux d’un ange

- 2015 album Va où la vie va (Véra)
  - Et bien plus encore
  - L'écume de mes jours
  - Laissez tomber les mots
  - Je l'oublierais par cœur
  - L'heure tendre
  - Dis maman
  - Je crois en toi
  - Il est
  - Si demain
  - Parlez-moi
  - Il a neigé sur Rio
  - Fils de personne
  - Les faibles femmes
  - Je chante

- 2015 single Les nuits bleues de l'automne  (Iza Loris, Jacques Roure / Daniel Roure)

- 2019 album Vulnérable (Jacques Roure)
  - La rouquine
  - Ma terre à moi
  - Bonjour mélancolie
  - Au rendez-vous des souvenirs
  - Écris-moi de là-haut
  - Vulnérable
  - Peggie
  - Mourir de mon vivant
  - Berceuse pour l'automne
  - Vous leur direz
  - Le dernier des cons
  - Jacques et Christophe

## Filmographie
- 1983 Une fille en robe blanche (Super 8).  1er prix Régional de Cannes de la Fédération française de cinéma et de vidéo et prix du scénario au National de Paris
- 1985 Casse-Cache (Super 8). Prix de la ville d’Aix-en-Provence, prix de la ville de Bordeaux au National de la Fédération française de cinéma et de vidéo, diffusion Antenne 2 émission La télévision des téléspectateurs
- 1986 B. and  B. (Super 8). Prix de l’humour  festival de Palavas
- 1987 Le voyageur de l'automne (Super 8). Prix de la cinémathèque Régional de Nîmes, prix du scénario au festival d’Annecy
- 1988 Puzzle (Super 8)
- 1980 Les violons de l'automne (Format 16 mm). Médaille de bronze Festival international de Liège
- 1989 Les plis de la mémoire (Format 16 mm). Prix de l'espace scénique de Touloubre et sélection au Festival des rencontres cinématographiques de Salon-de-Provence[42]
- 2002 En voiture Simone (Vidéo numérique). Prix de l'interprétation masculine décerné à Vince Castello à Mougins en 2003
- 2003 Mon faible cœur (Vidéo numérique)
- 2005 Un homme a disparu (Vidéo numérique). Prix de la ville de Marseille au régional, prix de la docu-fiction à Bourges, 1er prix festival d’Antibes 2010
- 2007 La promesse (Vidéo numérique). Prix du scénario régional de Ventabren, prix de la meilleure musique
- 2008 Auguste (Vidéo numérique). Prix du 30e anniversaire festival de Cabestany, prix spécial du jury « Le jet d'or » Genève 2011, sélection festival international de film minute en Croatie, sélection festival Torcimages, prix du film minute CVA
- 2009
  - Fille de troubadour (Vidéo numérique). Prix du meilleur portrait Les Pennes Mirabeau, prix du public
  - Le cri de la framboise
- 2010 Julie (Vidéo numérique). Mention spéciale du jury Carros 2011 (collectif CVA), prix du public régional Ventabren 2011, prix Charles Costa du meilleur film de fiction Ventabren 2011, prix d’interprétation Ventabren 2011, sélection national de Bourges, sélection festival international de Vébron, prix spécial du jury Festiciné 2013
- 2011
  - Vous leur direz (Vidéo numérique). Coup de cœur du Président du jury Ventabren
  - La mer Bergère (Vidéo numérique). Il s'agit d'une rencontre poétique entre le peintre Olivier Bernex, l'écrivain Jacques Roure et la réalisatrice Léa Torreadrado. Prix de la meilleure réalisation artistique Ventabren, sélection national de Bourges
  - Etienne et Louis (Vidéo numérique). Torcymages (Torcy ) 1er prix du jury,  Festiciné (Lussac-saint-émilion) prix du public, 37e concours de L’UMCV à Ventabren prix de la Fiction (Prix Charly Costa), Ciné Caméra Club de Cannes 3e Prix de la fiction, 15e concours vidéo Forum Education Science Culture Saint-Gratien 1er prix fiction, 23e festival de Voreppe prix spécial du jury, Festiciné 2013 prix spécial du jury
- 2013 L'otage (Vidéo numérique). Sélection 2013 Festival de la Fédération française de cinéma et vidéo
- 2016 Julie est de retour (Vidéo numérique)

## Publication
- Jacques Roure, Le passé se lève à l'aube : roman, Paris, Publishroom, septembre 2019, 261 p. (ISBN 979-10-236-0872-4)